# Louis-Guillaume-Valentin Dubourg
Pour les articles homonymes, voir Dubourg.
Louis-Guillaume-Valentin Dubourg, né le 10 janvier 1766 à Cap-Français, dans la colonie française de Saint-Domingue (actuellement Cap-Haïtien, en Haïti) et mort le 12 décembre 1833, est un prêtre de la Société de Saint-Sulpice, administrateur apostolique (1812) puis évêque de Louisiane (États-Unis) avant de revenir en France comme évêque de Montauban (1826) et ensuite archevêque de Besançon.

## Biographie
Fils de Pierre François Guillaume du Bourg de Sainte-Colombe, sieur de Rochemont, capitaine de navire, négociant à Bordeaux, planteur de café de Saint-Domingue, et de Marguerite Armand de Vogluzan, il ne reste que deux ans sur l'île et revient en France dans le plus jeune âge.
Il fait ses études à Bordeaux, puis est envoyé au séminaire Saint-Sulpice, à Paris en 1786.
En mars 1790, il est ordonné prêtre et devient directeur de la maison d'Issy (petit séminaire de Saint-Sulpice).
En août 1792, après la dispersion des Sulpiciens, il se réfugie en Espagne, puis s'embarque pour Baltimore en 1794.
En 1796, il devint président du collège de Georgetown, séminaire fondé en 1789 par les Jésuites dans la capitale américaine, Washington, pour former des prêtres catholiques aux États-Unis.
Fin 1798, il crée le collège Sainte-Marie à Baltimore.
En 1812, il est nommé administrateur apostolique et ordinaire en Louisiane et s'installe à La Nouvelle-Orléans lorsque la ville est l'un des points chauds de la Guerre de 1812, entre les États-Unis et l'Royaume-Uni, et de son dégât collatéral, la guerre Creek.
En 1816-17, il est de passage en France pour son ordination épiscopale à Rome. Il invite différentes congrégations religieuses en Louisiane pour s'occuper, en particulier, de l'éducation de la population indigène.
Il rencontre la religieuse Madeleine-Sophie Barat, fondatrice avec Philippine Duchesne de la Société du Sacré-Cœur de Jésus.
Les Sœurs du Sacré-Cœur répondent à cet appel, et Duchesne part en Louisiane avec un groupe de religieuses le 8 février 1818.
Il effectue le voyage du retour avec le père Charles de la Croix, attendu à la mission de Florissant, qu'il avait ordonné à Gand, et regagne son diocèse où il s'attache à la réorganisation matérielle de l'Église, à la conversion des indiens.
En 1823, il consulte les politiques à Washington parmi lesquels le secrétaire à la Guerre,John C. Calhoun ,au sujet de l'éducation des enfants indiens dans son diocèse. Au cours de l'entretien, Calhoun suggère que les Jésuites de Georgetown soient mis à contribution, et le père Charles Neale, supérieur jésuite du Maryland acquièsce.
En 1825, il présente sa démission mais est nommé pour quelques mois vicaire apostolique au Mississippi.
Le 13 août 1826, il est nommé évêque de Montauban. Dans un diocèse marqué par une forte minorité protestante, il se montre un évêque très actif.
Par une ordonnance datée du 15 février 1833, il est transféré au siège de Besançon grâce à l'amitié que lui porte le roi Louis-Philippe Ier.
Installé le 10 octobre 1833, son très court épiscopat est marqué par le regroupement des petits séminaires, l'un à Vesoul et l'autre à Consolation-Maisonnettes.
Il contribue aussi à la création d'un collège mixte à Marnay.